# Étienne Bunau-Varilla
Pour les articles homonymes, voir Bunau-Varilla.
 (mars 2017).
Si vous disposez d'ouvrages ou d'articles de référence ou si vous connaissez des sites web de qualité traitant du thème abordé ici, merci de compléter l'article en donnant les références utiles à sa vérifiabilité et en les liant à la section « Notes et références ».

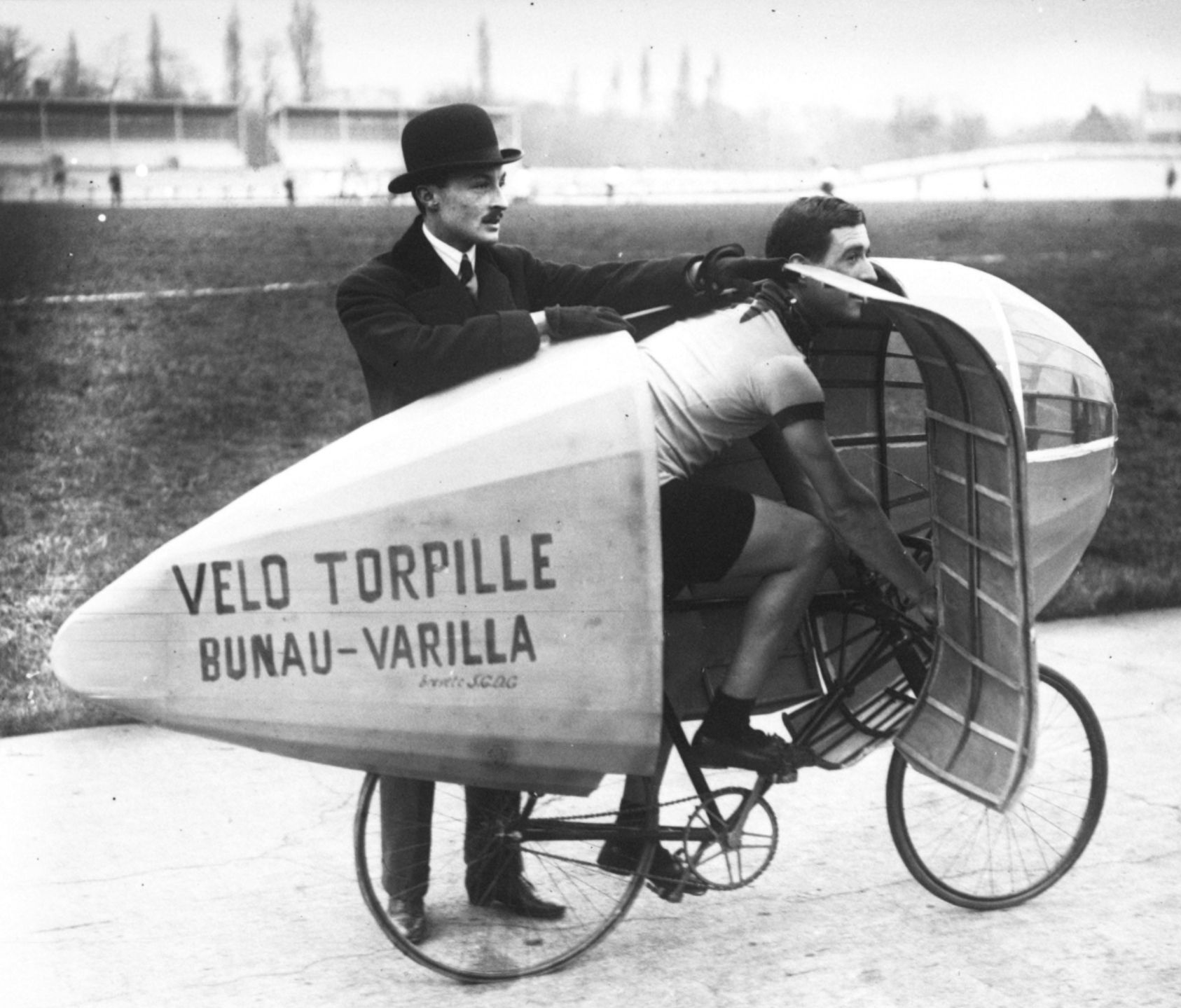
Étienne Bunau-Varilla installant Marcel Berthet dans son vélo torpille au Parc des Princes en 1913

Étienne Bunau-Varilla, né le 10 mai 1890 dans le 16e arrondissement de Paris où il est mort le 12 décembre 1961, est un militaire français et un pionnier de l'aviation.

## Biographie
Fils de l'ingénieur Philippe Bunau-Varilla, il fait ses premiers pas dans l'aviation avec l'aéroplane que son père lui a offert, un biplan Voisin, pour le récompenser d'avoir réussi son baccalauréat. Après quelques leçons à l'école Voisin de Mourmelon, c'est avec son propre appareil qu'il participe en août 1909 au premier meeting international d'aviation de l'histoire : la « Grande Semaine d’Aviation de la Champagne» de Reims-Bétheny, il y gagne le prix des mécaniciens. Il n'obtient son brevet de pilote que quelques mois plus tard.
La fortune de son père lui permet de ne pas travailler. Il fréquente les stations de ski, les circuits de course automobile et, naturellement, suit tous les événements liés à l'aéronautique. Ingénieux et bricoleur, il met au point dans les années 1910 le « vélo-torpille » avec son camarade de service militaire Marcel Riffard. Cette sorte de bicyclette est équipée d'une coque aérodynamique qui protège le cycliste et offre une résistance minimum à l'air. Piloté par Marcel Berthet, le vélo-torpille bat tous les records cyclistes de l'époque jusque dans les années 1930.
Mobilisé pendant la Première Guerre mondiale, Bunau-Varilla est affecté à la Défense aérienne de la capitale, puis à l'aviation de bombardement. En mai 1915, alors qu'il vient de bombarder les usines d'armement de Ludwigshafen en Allemagne, son avion tombe en panne et il doit effectuer un atterrissage forcé à Spire. Rapidement repéré, il est alors fait prisonnier et transféré à la forteresse de Marienbourg. Après plusieurs vaines tentatives d'évasion, il est finalement échangé contre des prisonniers allemands en France. Officier de la Légion d'honneur[Quand ?], il reçoit la Médaille militaire et la Croix de guerre 1914-1918, puis la Médaille de l'Aéronautique.
Bunau-Varilla s'investit alors dans sa nouvelle passion, le ski. Il devient le premier capitaine de l'équipe de France de cette discipline. En 1937, il épouse Nicole Merenda, de 28 ans sa cadette, avec qui il aura deux enfants, Philippe et Prisca. Le couple divorce en 1957. Nicole épousera Hervé Alphand, représentant permanent de la France à l'ONU, puis ambassadeur à Washington.